# Baie de Nootka
Pour les articles homonymes, voir Nootka.
La baie de Nootka, parfois appelée fjord de Nootka ou passe de Nootka (en anglais : Nootka Sound) est un bras de mer de forme complexe, situé sur la côte ouest de l'île de Vancouver dans la région Nord-Ouest Pacifique d'Amérique du Nord. et qui est notamment connu pour avoir été à la fin du XVIIIe siècle, le lieu d'une crise entre le Royaume-Uni et l'Espagne au sujet du contrôle des territoires américains bordant le nord de l'océan Pacifique. Le nom de Nootka est également associé au traité entre le Royaume-Uni et l'Espagne qui met fin à cette crise.

## Géographie

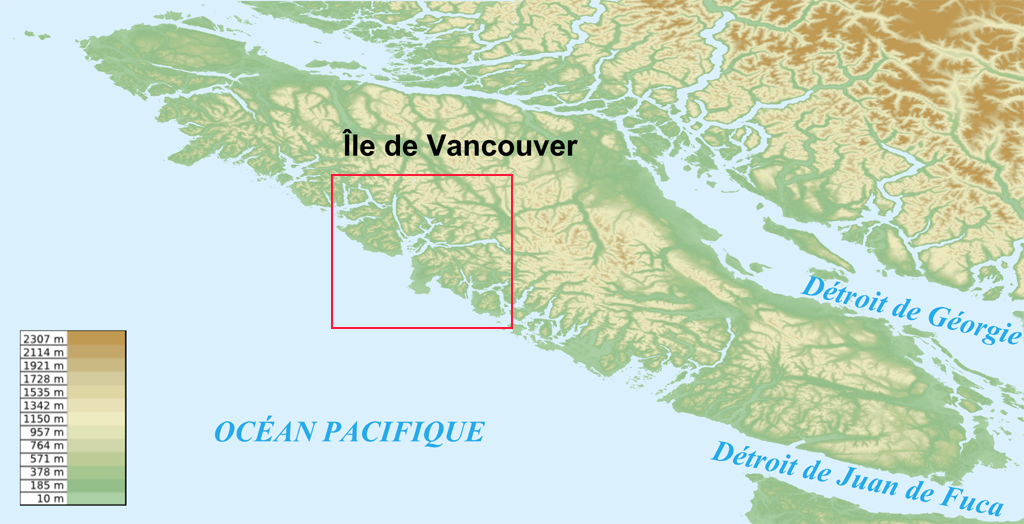
Carte de l'île de Vancouver en Colombie-Britannique permettant de localiser la baie Nootka.

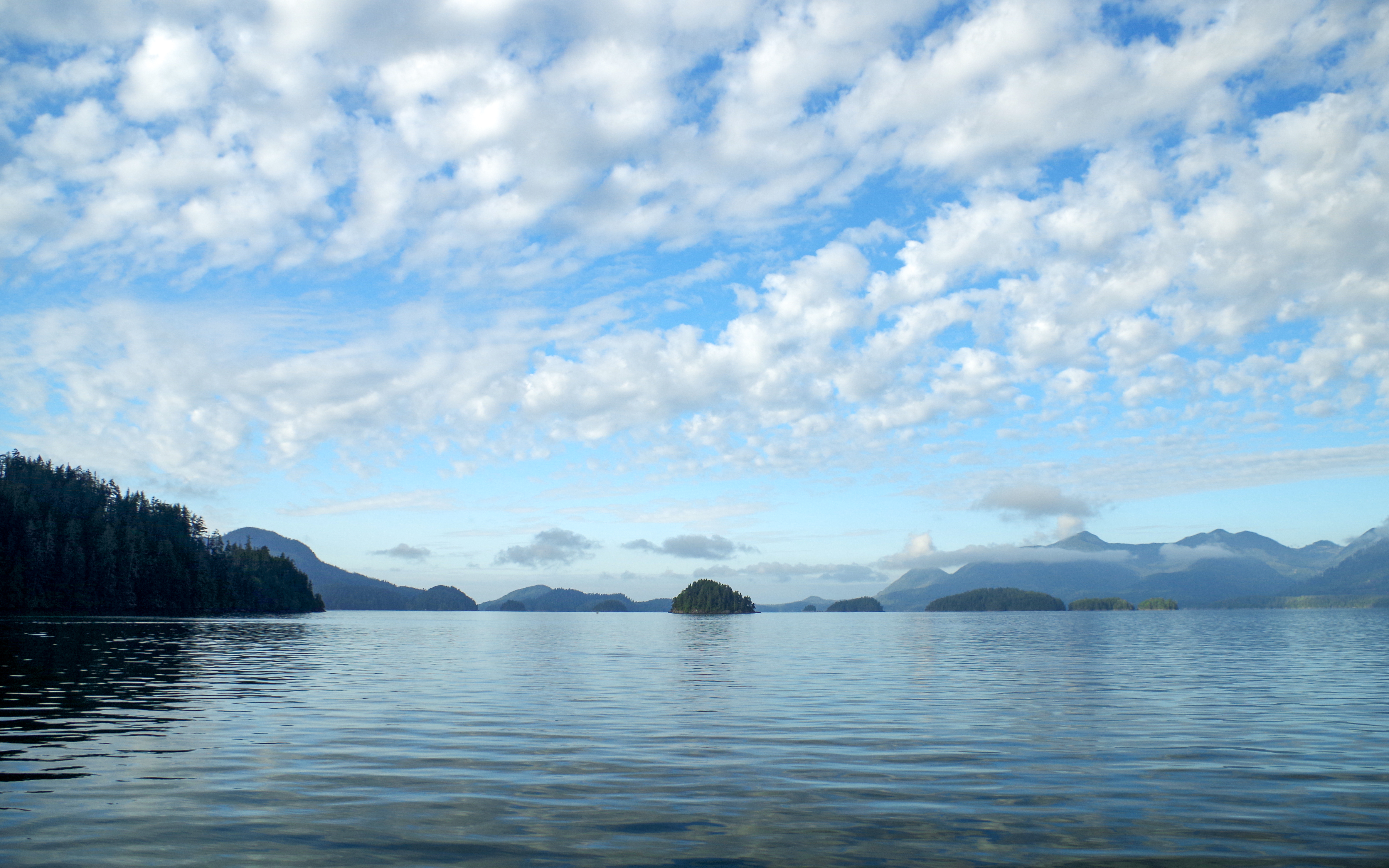
Photographie de la Baie de Nootka au matin.

La baie est prolongée par trois bras de mer profonds : Tahsis (Tahsis Inlet), Tlupana (Tlupana Inlet) et Muchalat (Muchalat Inlet). Plusieurs îles sont situées dans l'embouchure de la baie.
La baie de Nootka communique avec la baie Esperanza (Esperanza Inlet) par un étroit chenal qui débouche dans le bras Tahsis.

## Histoire
La baie fait partie du territoire traditionnel des autochtones Nuu-chah-nulth nommés « Nootka » par erreur du navigateur britannique James Cook. Il est difficile de déterminer précisément qui furent les premiers européens à découvrir la baie Nootka. En 1741, des Russes, sous la conduite de Vitus Béring et Alekseï Tchirikov, naviguèrent le long de la côte du Pacifique nord entre les 56e et 60e parallèles. Le 8 août 1774, le navigateur espagnol Juan José Pérez Hernández entra dans la baie pour y mouiller son navire, le Santiago. Les Espagnols ne débarquèrent pas, mais les Indiens vinrent en canoës jusqu'au navire pour troquer des fourrures contre des ormeaux de Californie. Pérez donna à la baie le nom de Surgidero de San Lorenzo.
Le 29 mars 1778, le capitaine britannique James Cook, envoyé en mission par le gouvernement anglais pour résoudre la question du passage du Nord-Ouest, fait mouiller ses navires, le Resolution (sous ses ordres) et le Discovery (sous les ordres du capitaine Charles Clerke), dans la baie à laquelle il donne le nom de King George's Sound.
À cette époque les puissances européennes se disputent la souveraineté sur la région et notamment sur la baie de Nootka qui en constitue un des meilleurs mouillages pour les navires. En 1792, John Meares y établit un fort de traite. C'est ce qui conduit à la crise de Nootka. En 1789, les Espagnols saissisent les bateaux de commerçants en fourrures britanniques qui mouillent dans la baie. Cet événement, connu sous le nom de crise de Nootka, provoque une vive réaction diplomatique de la Grande-Bretagne. Les Espagnols et les Britanniques décident de mener des négociations sur ce sujet à Nootka. Ces négociations débouchent pacifiquement sur le traité de Nootka qui reconnait les droits commerciaux de la Grande-Bretagne sur la côte nord-est du Pacifique.

## Fiction
Elle est mentionnée dans la série télévisée britannique Taboo : elle fait partie de l'héritage de James Delaney (interprété par Tom Hardy), le principal protagoniste.